# Pascal Leclaire
Pascal Leclaire (* 7. November 1982 in Repentigny, Québec) ist ein ehemaliger kanadischer Eishockeytorwart, der zwischen 2005 und 2011 für die Columbus Blue Jackets und die Ottawa Senators in der National Hockey League spielte. Zuvor stand er drei Spielzeiten lang hauptsächlich für die Syracuse Crunch in der American Hockey League auf dem Eis.

## Karriere
Pascal Leclaire begann seine Karriere 1998 in der kanadischen Juniorenliga QMJHL bei den Halifax Mooseheads. Drei Jahre spielte er für das Team, ehe er im NHL Entry Draft 2001 von den Columbus Blue Jackets in der ersten Runde an Position acht ausgewählt wurde. Leclaire wechselte kurz darauf innerhalb der QMJHL zu den Montréal Rocket, bei denen er noch eine Saison absolvierte.

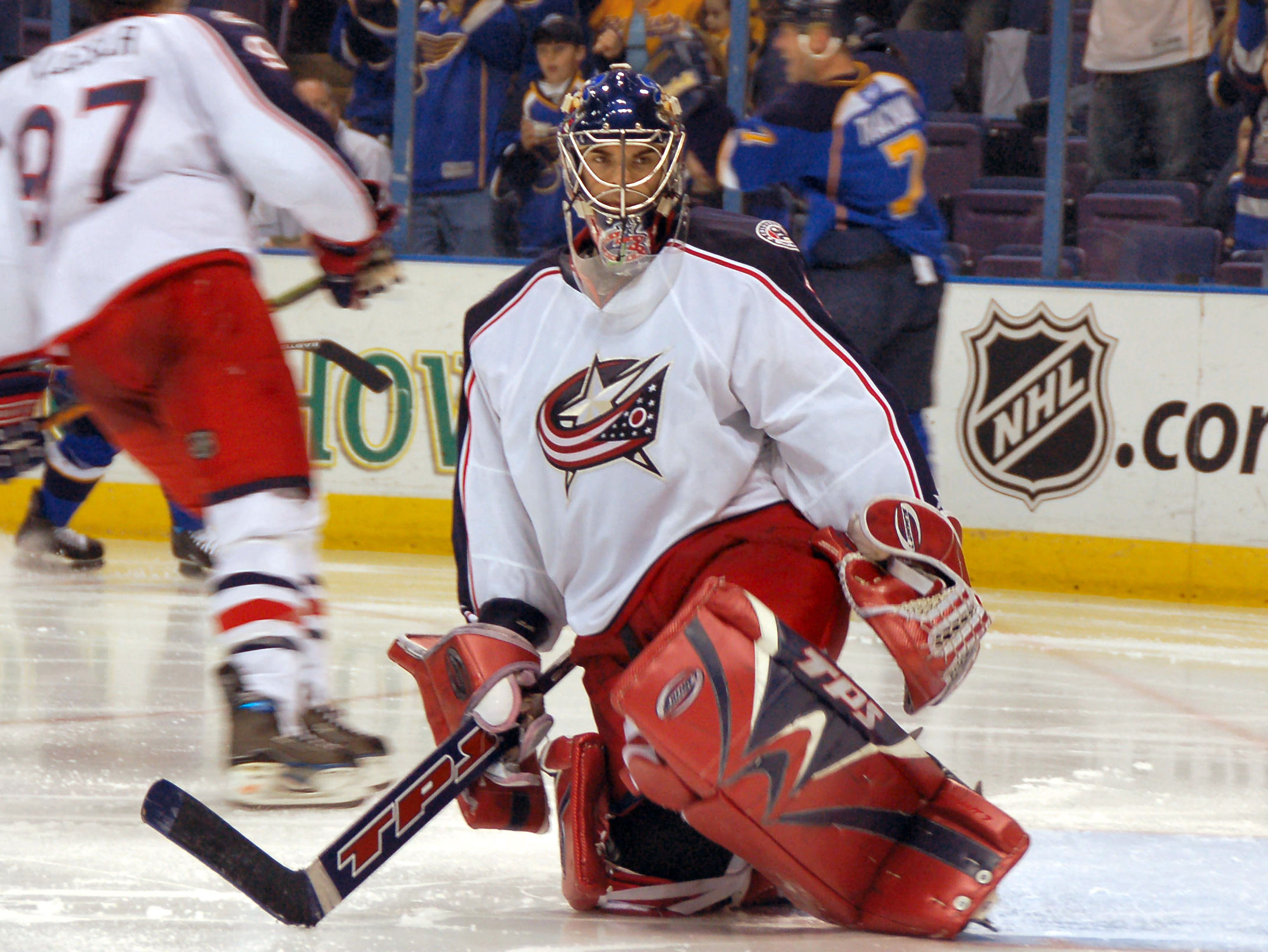
Pascal Leclaire im Trikot der Columbus Blue Jackets

Ab dem Herbst 2002 stand er im Kader der Syracuse Crunch, dem damaligen Farmteam der Columbus Blue Jackets in der American Hockey League, wo Leclaire noch nicht überzeugte und von seinen 36 Spielen nur acht gewann. Er steigerte sich in der folgenden Saison und kam im Februar 2004 zu seinen ersten zwei Einsätzen in der National Hockey League, allerdings verlor er beide Spiele. Am 6. März 2004 parierte er im Spiel gegen die Manitoba Moose 50 Schüsse, während Syracuse lediglich neun Schussversuche hatte. Syracuse nutzte eine der wenigen Chancen, gewann die Begegnung mit 1:0 und Leclaire gelang ein Shutout.
Die Saison 2004/05 absolvierte er komplett bei den Syracuse Crunch, da die NHL-Saison wegen des Lockout ausfiel. Leclaire kam zu 14 Einsätzen, da er ihm der Durchbruch als Stammtorhüter nicht gelang.
Zu Beginn der Saison 2005/06 gehörte Leclaire noch zum Kader von Syracuse, wurde aber bald als Back-up-Goalie von Marc Denis in den NHL-Kader berufen, wo er den Rest der Saison bestritt und 33 Mal aufs Eis durfte. Nur die Playoffs bestritt er noch in der AHL.
Nach dem Weggang von Marc Denis übernahm Leclaire die Position des Stammtorhüter bei den Columbus Blue Jackets. Am 12. Dezember 2006 verletzte er sich am Knie und fiel für fünf Spiele aus. Sein Comeback bestritt er am 22. Dezember 2006 gegen die Vancouver Canucks, doch nach 22 Minuten musste er erneut verletzt das Eis verlassen. Durch eine Knieoperation fiel er für längere Zeit aus. Nach seiner Genesung spielte er eine überragende Saison 2007/08, in der er mit neun Shutouts einen neuen Teamrekord aufstellte. In der Spielzeit 2008/09 warf ihn eine Knöchelverletzung erneut zurück. Leclaire verlor seine Position als Stammtorhüter und wurde gemeinsam mit einem Zweitrunden-Wahlrecht im NHL Entry Draft 2009 im Tausch für Antoine Vermette zu den Ottawa Senators transferiert.

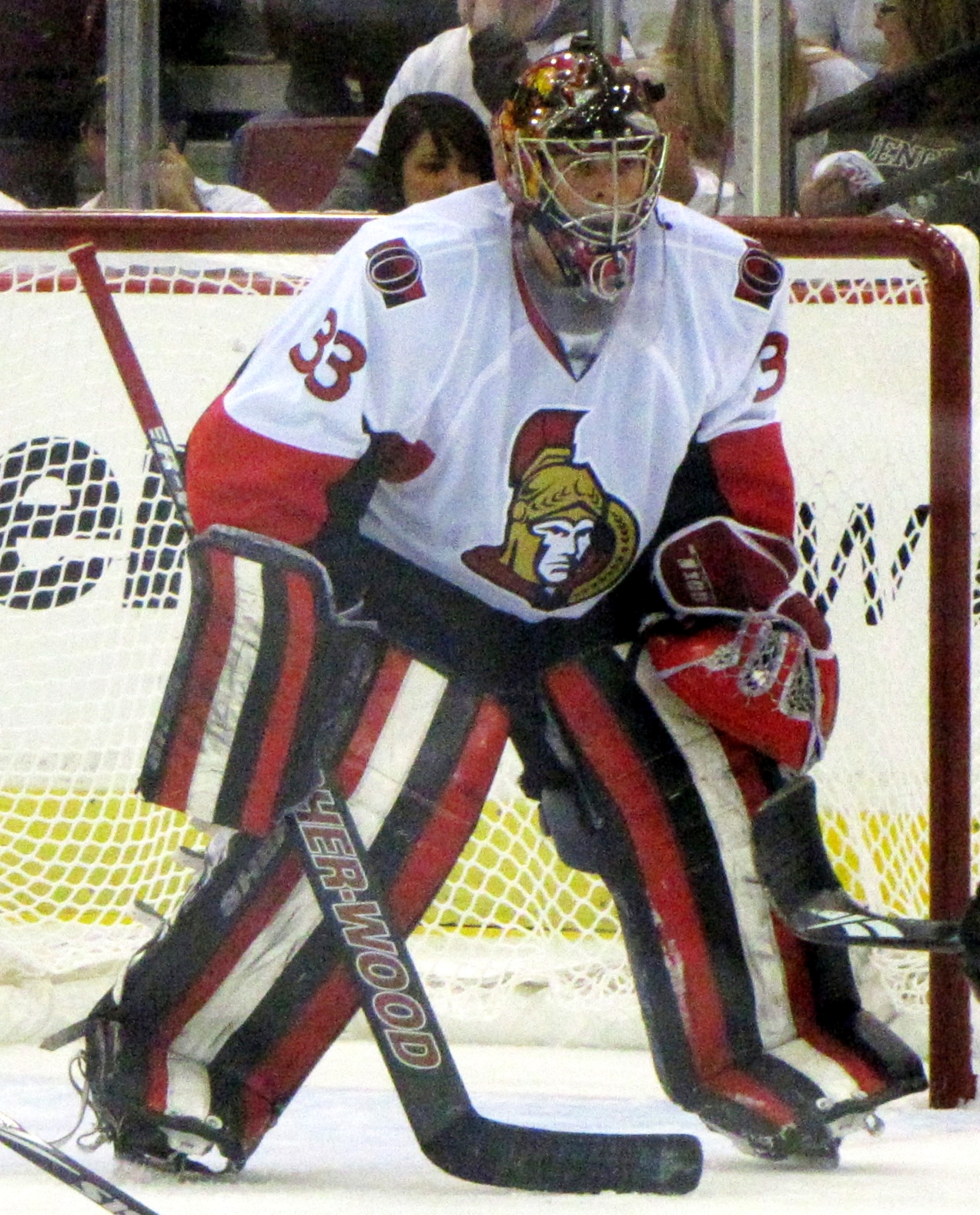
Pascal Leclaire im Trikot der Ottawa Senators

In Ottawa teilte sich Leclaire die Einsatzzeit zunächst mit Brian Elliott und kam in der Saison 2009/10 in 34 Spielen zum Einsatz. Nach 14 Einsätzen in der folgenden Spielzeit musste der Torwart aufgrund einer Verletzung allerdings für 25 Spiele pausieren. Im Februar 2011 kam er noch einmal zu einem Einsatz bei den Binghamton Senators in der AHL, bevor sein Vertrag in Ottawa auslief. In der folgenden Saison nahm ihn allerdings keine andere Mannschaft mehr unter Vertrag. Leclaire hoffte nach drei Operationen an seiner Hüfte wieder in die NHL zurückkehren zu können, allerdings gelang ihm das Comeback nicht mehr.
Im November 2012, fast zwei Jahre nach seinem letzten NHL-Einsatz, gab Leclaire im kanadischen Fernsehsender RDS sein Karriereende bekannt.

### International
Für Kanada nahm Leclaire an der U20-Junioren-Weltmeisterschaft 2002 sowie der Weltmeisterschaft 2008 teil. Bei der U20-Junioren-Weltmeisterschaft 2002 war Leclaire Kanadas Stammtorwart und hütete in fünf Begegnungen das Tor der „Ahornblätter“. Er absolvierte ein ausgezeichnetes Turnier mit einem Gegentorschnitt von 1,80, einer Fangquote von 93,7 Prozent und zwei Shutouts, wobei Leclaire im mit 4:0 gewonnenen Halbfinalspiel gegen die Schweiz 35 Schüsse parierte. Im Finalspiel verloren die Kanadier mit Leclaire zwischen den Pfosten mit 4:5 gegen Russland und gewannen die Silbermedaille. Im Anschluss wurde er als einer von drei Spielern seines Heimatlandes gemeinsam mit Jay Bouwmeester und Mike Cammalleri ins All-Star-Team der Endrunde gewählt. Auf Seniorenebene wurde Leclaire erstmals für die Weltmeisterschaft 2008 in den Kader berufen. Als zweiter Torwart hinter Cam Ward stand er in vier Begegnungen auf dem Eis. Seinen ersten Einsatz hatte Leclaire in der zweiten Begegnung gegen Lettland, als er beim 7:0-Sieg der Ahornblätter alle 30 Torschüsse der Letten hielt und sogleich einen Shutout verbuchte. In der Folge tauschten die beiden Torhüter in jedem Spiel den Arbeitsplatz, sodass Leclaire nach dem 5:4-Halbfinalsieg gegen Schweden im Endspiel nicht auf dem Eis stand und die Kanadier mit Cam Ward im Tor die Silbermedaille gewannen.

## Erfolge und Auszeichnungen
- 2002 Silbermedaille bei der U20-Junioren-Weltmeisterschaft
- 2002 All-Star-Team der U20-Junioren-Weltmeisterschaft
- 2008 Silbermedaille bei der Weltmeisterschaft